# Pseudoziziphus parryi
Pseudoziziphus parryi là một loài thực vật có hoa trong họ Táo. Loài này được John Torrey miêu tả khoa học đầu tiên năm 1859 dưới danh pháp Ziziphus parryi. Năm 2016 Frank Hauenschild chuyển nó sang chi Pseudoziziphus.

## Phân bố
Loài này có tại California ở tây nam Hoa Kỳ và tây bắc Mexico.